# Douala

Vị trí của Douala in Cameroon

Douala là thành phố lớn nhất Cameroon và là tỉnh lỵ của tỉnh Littoral. Thành phố này có cảng lớn nhất quốc gia này, cũng là nơi có sân bay quốc tế lớn. Đây là thủ đô thương mại của Cameroon. Thành phố này xuất khẩu phần lớn các sản phẩm của quốc gia này như: dầu mỏ, cacao và cà phê, cũng như thương mại với Tchad.
Thành phố nằm bên hai bờ sông Wouri, nối với nhau bằng cầu Bonaberi. Dân số hiện khoảng 2 triệu người. Khí hậu nhiệt đới. Người châu Âu đến đây lần đầu là người Bồ Đào Nha vào khoảng năm 1472. Năm 1650, đây đã là thị trấn của dân nhập cư từ nội địa nói tiếng Doula. Từ năm 1940-1946, đây là thủ đô của Cameroon.